# Iván Menczel
Iván Menczel (* 14. Dezember 1941 in Karancsalja, Ungarn; † 25. November 2011 in Salgótarján, Ungarn) war ein ungarischer Fußballspieler und -trainer. Mit der ungarischen Nationalmannschaft gewann er bei den Olympischen Spielen 1968 in Mexiko die Goldmedaille im Fußballwettbewerb, zudem stand er bei der Weltmeisterschaftsendrunde 1962 – allerdings ohne zum Einsatz zu kommen – im Auswahlkader.

## Sportlicher Werdegang
Menczel spielte ab 1953 in der Jugend von Salgótarjáni BTC, 1959 debütierte der Mittelfeldspieler für die Erwachsenenmannschaft des Klubs in der Nemzeti Bajnokság. Nach dem Abstieg aus der höchsten Spielklasse 1963 wechselte er innerhalb der ungarischen Meisterschaft zu Tatabányai Bányász, wo er zweimal den dritten Platz belegte. 1968 zog er zu Vasas Budapest weiter und wurde dort erneut zweimal Meisterschaftsdritter. 1970 gewann er mit der Mannschaft in den Endspielen gegen Inter Bratislava den Mitropa-Cup. Zwischen 1972 und 1976 spielte er für Budapesti Vasas Izzó SK, wo er auch sein erstes Traineramt antrat. Später trainierte er noch bei Fót, Vörös Csillag Gépgyár, Salgótarján BTC und Vasas Budapest.
Menczel war bereits frühzeitig Auswahlspieler. 1960 gewann er unter anderem an der Seite von Antal Dunai, János Farkas und Kálmán Mészöly das UEFA-Juniorenturnier, bei dem er im Jahr zuvor gemeinsam mit Flórián Albert Dritter geworden war. Zwei Jahre später gehörte er zu den von Lajos Baróti für die WM-Endrunde nach Chile berufenen 22 Spielern. Er blieb aber mit der Rückennummer „15“ ohne Spieleinsatz als die Mannschaft ins Viertelfinale einzog, dort aber am späteren Finalisten Tschechoslowakei scheiterte. Bei den Olympischen Sommerspielen 1968 gehörte er zu den erfahreneren Spielern, im zweiten Gruppenspiel gegen Ghana führte er die Auswahlmannschaft als Mannschaftskapitän aufs Spielfeld. Bereits im ersten Gruppenspiel hatte er beim 4:0-Erfolg über El Salvador mit dem Treffer zur zwischenzeitlichen 1:0-Führung das erste Turniertor der Ungarn erzielt. Nach einem weiteren Tor gegen Ghana war er auch beim 4:1-Erfolg im Endspiel gegen Bulgarien erfolgreich, auch hier hatte er mit dem Tor zum 1:1-Zwischenstand für das erste Tor im Spiel seiner Mannschaft gesorgt. 
Menczel erzielte 49 Tore in 279 Ligaspielen in der ungarischen Meisterschaft. Zudem lief er in sechs Spielen bei Olympischen Spielen auf, dabei erzielte er drei Tore.
Menczel verstarb knapp einen Monat vor seinem 70. Geburtstag, seine Asche wurde in einem Ehrengrab im Illovszky-Rudolf-Stadion, dem Heimatstadion von Vasas Budapest, beigesetzt.